# Яншихово-Челлы
Янши́хово-Че́ллы (Ян-Че́ллы, чув. Еншик Чуллă) — деревня в Красноармейском районе Чувашии, административный центр Яншихово-Челлинского сельского поселения.

## География
Расположена в 8 км к юго-востоку от села Красноармейское, в 29 км к северу от Канаша и в 43 км к югу от Чебоксар. На востоке примыкает к лесному массиву. В деревне имеется множество мелких прудов на притоках Большого Цивиля. 

## Транспорт
Через деревню проходит автодорога Красноармейское — Чурачики. Вблизи деревни проходит ж.-д. ветка Канаш — Чебоксары (ближайшая станция Траки находится в 1,5 км к югу от деревни).
Добраться до деревни можно с центрального автовокзала Чебоксар на автобусе № 160 или на частных маршрутках, а также с железнодорожного вокзала на ежедневном поезде «Чебоксары-Канаш».

## Описание
В деревне имеется школа, в которой обучаются дети с 5 близлежащих деревень; модельная библиотека; ООО «Прогресс» (бывший колхоз).
| 2010 | 2012 |
| ---- | ---- |
| 512  | ↗571 |